# Michael Baum
Michael Baum (* 14. März 1968 in Landstuhl/Pfalz) ist ein deutscher Literatur- und Kulturwissenschaftler.

## Werdegang
Baum studierte zwischen 1988 und 1993 an der Ruprecht-Karls-Universität Heidelberg die Fächer Germanistik und Geschichte. Nach dem ersten Staatsexamen absolvierte er den Vorbereitungsdienst für das höhere Lehramt und war zwischen 1995 und 2001 als Studienrat an verschiedenen baden-württembergischen Gymnasien tätig. Ab dem Wintersemester 2001/2002 war er Studienrat im Hochschuldienst an der Pädagogischen Hochschule Karlsruhe, ab dem Sommersemester 2003 Juniorprofessor für Didaktik des Deutschunterrichts an der Universität Koblenz-Landau. Seit dem Sommersemester 2006 ist er Professor für Neuere Literatur und Literaturdidaktik an der Pädagogischen Hochschule Karlsruhe. Baum wurde 2002 mit einer Arbeit über Alfred Döblins Roman Berlin Alexanderplatz an der Ruprecht-Karls-Universität Heidelberg promoviert.

## Arbeitsschwerpunkte
In der Literaturtheorie arbeitet Baum zu Grundfragen der Texttheorie und Interpretation, insbesondere zur Dekonstruktion. Seine literaturwissenschaftlichen Interessen gelten darüber hinaus Autoren aus dem Umkreis der Romantik sowie der Moderne/Postmoderne (Heinrich v. Kleist, E. T. A. Hoffmann, Novalis, Alfred Döblin, Thomas Mann, Arno Schmidt, Paul Celan, Thomas Bernhard). Baum hat wiederholt die Frage nach der Beziehung von Überleben und Literatur gestellt. In der Literaturdidaktik forscht er zu Paradoxien der Begründung literaturdidaktischen Wissens sowie zur intermedialen Literaturdidaktik (insbesondere zu Text-Bild-Verhältnissen).

## Publikationen (Auswahl)
- Kontingenz und Gewalt. Semiotische Strukturen und erzählte Welt in Alfred Döblins Roman „Berlin Alexanderplatz“. Würzburg: Königshausen und Neumann 2003.
- Die furchtsame Stimme. Zur Hörbuch-Bearbeitung von Klaus Manns Erzählung „Speed“ (1940). In: Der Deutschunterricht 56, 2004, S. 39–49.
- Derridas Muttersprache. Ein Beitrag zur Bildungsdiskussion. In: Literatur im Unterricht 6, 2005, S. 93–106.
- Storms "Meeresstrand" und die Grenzen der Interpretation. In: Baum et al. (Hg.): 1955–2005: Emil Staiger und die Kunst der Interpretation heute. Bern 2007, S. 243–260.
- Randgänge der Bildungstheorie. In: Sich bilden ist nichts anders als frei werden.  Sprachliche und literarische Bildung als Herausforderung für den Literaturunterricht, hg. von Gerhard Härle und Bernhard Rank. Baltmannsweiler 2008, S. 21–37.
- Unmögliche Möglichkeiten. Bildungsszenen im langen 19. Jahrhundert. In: Wirkendes Wort 58, 2008, S. 53–69.
- Der ununterbrochene Dialog – seine Teilnehmer, Vermittler und Zensoren. In: Derrida und danach? Literaturtheoretische Diskurse der Gegenwart, hg. von Gregor Thuswaldner. Wiesbaden 2008, S. 13–31.
- Die verdrängte Paradoxie Oder warum die Literaturdidaktik die Dekonstruktion vergaß. In: Kulturtheoretische Kontexte für die Literaturdidaktik, hg. von Michael Baum und Marion Bönnighausen. Baltmannsweiler 2010, S. 107–123.
- Überleben in Freundschaft. Thomas Bernhard/Jacques Derrida. Wien: Passagen 2011.
- Literarisches Verstehen und Nichtverstehen. Kulturtheorie und Literaturunterricht. In: Taschenbuch des Deutschunterrichts. Bd. 2, hg. von Volker Frederking et al. Baltmannsweiler 2013, S. 102–125.
- Blickwechsel und Denkspiel. Das Bilderbuch medienphilosophisch betrachtet. In: Fragwürdiges Bilderbuch. Blickwechsel, Denkspiele, Bildungspotentiale. München 2013, S. 23–34.
- Lesen – Lehren – Scheitern. In: Die Ansprüche der Literatur als Herausforderung für den Literaturunterricht. Theoretische Perspektiven der Literaturdidaktik, hg. von Nicola Mitterer et al. Frankfurt/M. et al. 2016, S. 69–83.
- Der Widerstand gegen Literatur. Dekonstruktive Lektüren zur Literaturdidaktik. Bielefeld: Transcript 2019.